# Моргейз
Моргейз (на английски: Morgause) е сестра на крал Артур в артуровата легенда и съпруга на крал Лот, крал на Оркни и Лотиан. Нейните синове Гауейн и Мордред са ключови участници в историята за Артур и неговото кралство — като вторият е роден вследствие на инцестна връзка с Артур. Тя е също майката на Гарет, Агравейн и Гахерис.

## По-ранни героини
Във Вулгата и Пост-вулгатния цикъл на нейната героиня не е дадено име. Нейната героиня в латинската хроника на Джефри Монмутски от 12. век Historia Regum Britanniae е наречена Ана; в Парцифал на Волфрам фон Ешенбах, Ана е заместен от Сангив, докато в Артур и Мерлин (късния 13. век) съответната героиня се нарича Белисент.

## Моргейз на Малъри
Нейната героиня е може би най-добре развита в сборника с артурови легенди на сър Томас Малъри от 15. век Le Morte d'Arthur, в който тя се явява като Моргейз, дъщеря на лейди Игрейн и нейния първи съпруг Горлоа, херцог на Корнуол, и сестра на Моргана (бъдещата майка на Иуейн) и Елейн. Според Малъри, когато нейната овдовяла майка се жени отново за Утер Пендрагон, Моргейз е омъжена за оркадския крал Лот. Тя има няколко сина, включително Гауейн. По-късно в бунтовете, последвали коронацията на Артур, крал Лот неуспешно повежда война срещу Артур. Скоро след поражението на съпруга си, Моргейз посещава Артур в неговата спалня, незнаейки че той е неин майчин полубрат, и зачева Мордред.
Когато съпругът ѝ по-късно е убит в битка от крал Пелинор, това хвърля семействата им в кръвна вражда. Също така всички нейни деца напускат кралството на баща ѝ, за да поемат служба в двора на Артур. Гауейн и Гахерис отмъщават за смъртта на баща си като убиват Пелинор, но въпреки това овдовялата Моргейз в крайна сметка има връзка със сина на Пелинор Ламорак, един от най-добрите рицари на Кръглата маса. Гахерис открива майка си в леглото с Ламорак и незабавно я обезглавява, но пощадява невъоръжения ѝ любовник. По-късно, скалъпвайки че Ламорак е убиец на майка му, Гахерис убеждава Гауейн, Агравейн и Мордред да се присъединят към него, за да убият Ламорак (нежният обичащ Гарет не участва). След това братята Оркни откриват, че смъртта на Моргейз е матрицид от ръката на Гахерис и виновникът е изпъден от двора (макар че по-късно се появява отново в разказа).